# Ian McLagan
Ian Patrick McLagan (12 de maig de 1945, Middlesex - 3 de desembre de 2014) fou un músic anglès, que tocava els teclats en els grups de rock Small Faces i Faces.
L'any 1965 entra a formar part de Small Faces en substitució del pianista original Jimmy Winston i va debutar en un concert al Lyceum Theatre de Londres el 2 de novembre. El 1969, Steve Marriott abandona el grup i s'hi incorporen el cantant Rod Stewart i el guitarrista Ron Wood, cosa que va fer canviar el nom del grup a Faces.
Durant els anys 60 va tenir relació amb la model Kim Kerrigan, la dona de Keith Moon, bateria de The Who. El 1978, després de la mort de Moon, Kim es va casar amb McLagan. Kim va perdre la vida el 2006 en un accident de trànsit, prop del domicili familiar.
Amb la dissolució de Faces el 1975, McLagan treballa com a músic participant en gravacions amb Chuck Berry, Jackson Browne, Joe Cocker, Bob Dylan, Melissa Etheridge, Bonnie Raitt, Paul Westerberg, Izzy Stradlin, Frank Black, Nikki Sudden, John Mayer i Bruce Springsteen. També va treballar en projectes amb The Rolling Stones i probablement va reemplaçar per un temps Brent Mydland de Grateful Dead. El setembre de 2010 va actuar en un concert dels Black Crowes.
McLagan també té diversos discs com a solista, va liderar la Bump Band des del 1977. L'any 2006 participa en alguns concerts, un dels quals com a teloners de The Rolling Stones en el seu A Bigger Bang Tour. A més, fou membre de la banda de Billy Bragg, participant en uns quants espectacles a la ciutat d'Austin, Texas, on residia.
McLagan mor el 3 de desembre de 2014 per un accident vascular cerebral a l'Hospital Brackenridge d'Austin, als Estats Units. Tenia 69 anys.

## Discografia
- Troublemaker (Mercury, 1979)
- Bump in the Night (Mercury, 1980)
- Last Chance to Dance (EP) (Barking Dog, 1985)
- Best of British (Maniac, 2000)
- Bump In The Night (Maniac, 2003)
- Rise & Shine (Maniac, 2004) (Gaff Music)
- Here Comes Trouble (Maniac, 2005)
- Live (Maniac, 2006)
- Spiritual Boy (Maniac, 2006)
- Never Say Never (Maniac, 2008) (00:02:59 Records)